# Dubrovački dukat
Dukat je bio srebrni novac Dubrovačke Republike, koji se počeo kovati 1723. na temelju odluke Senata iz 1720. godine. Vrijednost mu je bila 40 dinarića, masa 20,1 gram, a promjer 40 mm. Sadržaj srebra u njemu je iznosio 11,39 grama. Dukat je kovan i 1797. s težinom od 13,78 grama (srebra 5,28 grama) i promjerom 36 – 38 mm. Na aversu je sveti Vlaho u biskupskom ornatu, u lijevoj ruci drži biskupski štap i maketu grada, dok desnom blagoslivlje. Lijevo i desno od njega je svečev monogram "S-B" i ispod oznaka godina "1797". Naokolo je natpis "TUIS A DEO AVSPICIIS". Na reversu je grb grada i naokolo tekst "DVCAT REIP RHACVSINAE".